# Дойл-Кеннеди, Мария
Мари́я Джозефи́н Дойл-Ке́ннеди (англ. Maria Josephine Doyle-Kennedy; 25 сентября 1964, Клонтарф, район Дублина) — ирландская певица
, композитор, автор-исполнитель
, музыкант, дирижёр и преподаватель.

## Биография
Мария Джозефин Дойл родилась 25 сентября 1964 года в Клонтарфе.
Мария с отличием окончила Тринити-колледж, получив степень в области политической науки и бизнеса.

## Карьера
Мария начала свою карьеру в качестве певицы, композитора, автора песен и музыканта в середине 1980-х годов, став участницей музыкальной группы.
В 1991 году Мария дебютировала в кино, сыграв роль Натали Мёрфи в фильме «Группа „Коммитментс“». В 2010 году Дойл-Кеннеди сыграла роль Сони в телесериале «Декстер». Всего она сыграла в 35 фильмах и телесериалах.
Также Мария является дирижёром и преподавателем.
Мария — лауреат премий «Джемини» (2008) и «IFTA Film & Drama Awards»» (2008, 2009).

## Личная жизнь
С 1988 года Мария замужем за музыкантом Кираном Кеннеди. У супругов есть четыре сына, некоторые из которых от предыдущих отношений Дойл Кеннеди: Льюис, Джесси Джеймс, Дэниел Кеннеди и Сальвадор. По состоянию на 2018 год, возраст сыновей варьируется от 11-ти до 33-х лет.

## Избранная фильмография
| Год       |   | Русское название           | Оригинальное название | Роль                 |
| --------- | - | -------------------------- | --------------------- | -------------------- |
| 1991      | ф | Группа «Коммитментс»       | The Commitments       | Натали Мёрфи         |
| 1998      | ф | Генерал                    | The General           | Фрэнсис              |
| 1999—2000 | с | Близкие друзья             | Queer as Folk         | Мари Трипвуд-Джонс   |
| 2007—2010 | с | Тюдоры                     | The Tudors            | Екатерина Арагонская |
| 2010      | с | Декстер                    | Dexter                | Соня                 |
| 2011      | ф | Таинственный Альберт Ноббс | Albert Nobbs          | Мэри                 |
| 2011      | с | Аббатство Даунтон          | Downton Abbey         | Вера Бейтс           |
| 2012      | с | Титаник                    | Titanic               | Мюриэл Бэтли         |
| 2012      | ф | Византия                   | Byzantium             | Мораг                |
| 2013—2017 | с | Тёмное дитя                | Orphan Black          | миссис Шивон Сэдлер  |
| 2015      | ф | Восхождение Юпитер         | Jupiter Ascending     | Алекса               |
| 2016      | ф | Заклятие 2                 | The Conjuring 2       | Пегги Ноттингем      |
| 2016      | ф | Синг Стрит                 | Sing Street           | Пенни Лоулор         |
| 2018      | с | Чужестранка                | Outlander             | Джокаста Кемерон     |

## Студийные альбомы
- 2012 Sing
- 2011 The Storms Are On The Ocean
- 2009 Have Yourself A Merry Little Christmas
- 2009 Band of Maria’s Live DVD
- 2008 Forty days
- 2007 Fuckability
- 2007 Mütter
- 2005 Skull Cover
- 2004 Sirens
- 2001 Charm
- 2001 Stars Above